# Férfi négyesbob az 1936. évi téli olimpiai játékokon
Az 1936. évi téli olimpiai játékokon a bob férfi négyes versenyszámát február 11-én és 12-én rendezték. Az aranyérmet a svájci Pierre Musy, Arnold Gartmann, Charles Bouvier, Joseph Beerli összeállítású négyes nyerte. A versenyen nem vett részt magyar csapat.

## Eredmények
A verseny négy futamból állt. A négy futam időeredményének összessége határozta meg a végső sorrendet. Az időeredmények másodpercben értendők. A futamok legjobb időeredményei vastagbetűvel olvashatóak.
| Helyezés | Csapat                                                                                                   | 1.            | 2.            | 3.      | 4.            | Össz.         |
| -------- | --- | ------------- | ------------- | ------- | ------------- | ------------- |
| Arany    | Svájc (SUI)-2 · Pierre Musy · Arnold Gartmann · Charles Bouvier · Joseph Beerli                          | 1:22,45       | 1:18,78       | 1:19,60 | 1:19,02       | 5:19,85       |
| Ezüst    | Svájc (SUI)-1 · Reto Capadrutt · Hans Aichele · Fritz Feierabend · Hans Bütikofer                        | 1:23,49       | 1:19,88       | 1:20,75 | 1:18,61       | 5:22,73       |
| Bronz    | Nagy-Britannia (GBR) · Frederick McEvoy · James Cardno · Guy Dugdale · Charles Green                     | 1:23,38       | 1:20,18       | 1:20,74 | 1:19,11       | 5:23,41       |
| 4.       | Egyesült Államok (USA)-1 · Hubert Stevens · Crawford Merkel · Robert Martin · John Shene                 | 1:25,61       | 1:19,17       | 1:20,51 | 1:18,84       | 5:24,13       |
| 5.       | Belgium (BEL)-2 · Max Houben · Martial van Schelle · Louis De Ridder · Paul Graeffe                      | 1:22,22       | 1:23,52       | 1:22,50 | 1:20,68       | 5:28,92       |
| 6.       | Egyesült Államok (USA)-2 · Francis Tyler · James Bickford · Richard Lawrence · Max Bly                   | 1:25,61       | 1:23,85       | 1:20,22 | 1:19,32       | 5:29,00       |
| 7.       | Németország (GER)-1 · Hanns Kilian · Sebastian Huber · Fritz Schwarz · Hermann von Valta                 | 1:20,73       | 1:23,05       | 1:24,09 | 1:21,20       | 5:29,07       |
| 8.       | Belgium (BEL)-1 · Rene Baron Lunden · Eric Vicomte de Spoelberch · Philippe de Pret Roose · Gaston Braun | 1:25,77       | 1:21,81       | 1:21,67 | 1:20,57       | 5:29,82       |
| 9.       | Franciaország (FRA)-1 · Jean de Suarez d'Aulan · Jacques Bridou · Jean Dauven · Louis Balsan             | 1:22,75       | 1:22,18       | 1:23,11 | 1:22,32       | 5:30,36       |
| 10.      | Olaszország (ITA)-1 · Antonio Brivio · Carlo Soldini · Emilio Dell'Oro · Raffaele Manardi                | 1:26,96       | 1:22,46       | 1:20,98 | 1:20,67       | 5:31,07       |
| 11.      | Ausztria (AUT)-1 · Franz Lorenz · Richard Lorenz · Franz Wohlgemuth · Rudolf Höll                        | 1:27,38       | 1:26,84       | 1:26,17 | 1:24,74       | 5:45,13       |
| 12.      | Csehszlovákia (TCH)-2 · Gustav Leubner · Walter Heinzl · Bedřich Posselt · Wilhelm Blechschmidt          | 1:26,68       | 1:25,60       | 1:28,13 | 1:25,11       | 5:45,52       |
| 13.      | Ausztria (AUT)-2 · Viktor Wigelbeyer · Franz Bednar · Robert Bednar · Johann Baptist Gudenus             | 1:30,70       | 1:29,62       | 1:30,95 | 1:26,64       | 5:57,91       |
| –        | Románia (ROU) · Alexandru Budişteanu · Costel Rădulescu · Alexandru Ionescu · Aurel Mărăcescu            | 1:31,81       | 1:28,37       | 1:25,21 | nem ért célba | nem ért célba |
| –        | Olaszország (ITA)-2 · Francesco de Zanna · Ernesto Franceschi · Uberto Gillarduzzi · Amedeo Angeli       | 1:23,02       | nem ért célba | –       | –             | nem ért célba |
| –        | Csehszlovákia (TCH)-1 · Josef Lanzendörfer · Karel Růžička · Ewald Menzl · Robert Zintel                 | nem ért célba | –             | –       | –             | nem ért célba |
| –        | Németország (GER)-2 · Walter Trott · Fritz Vonhof · Wolfgang Kummer · Rudolf Werlich                     | nem ért célba | –             | –       | –             | nem ért célba |
| –        | Franciaország (FRA)-2 · René Charlet · Étienne Payot · Albert Mugnier · Amédée Ronzel                    | nem ért célba | –             | –       | –             | nem ért célba |